# Marcieu
Marcieu és un municipi francès situat al departament de la Isèra i a la regió d'Alvèrnia-Roine-Alps. L'any 2007 tenia 68 habitants.

## Demografia

### Població
El 2007 la població de fet de Marcieu era de 68 persones. Hi havia 28 famílies de les quals 8 eren unipersonals (8 homes vivint sols), 16 parelles sense fills i 4 parelles amb fills.
La població ha evolucionat segons el següent gràfic:
Habitants censats

### Habitatges
El 2007 hi havia 61 habitatges, 32 eren l'habitatge principal de la família, 25 eren segones residències i 4 estaven desocupats. 50 eren cases i 9 eren apartaments. Dels 32 habitatges principals, 23 estaven ocupats pels seus propietaris i 9 estaven llogats i ocupats pels llogaters; 2 tenien una cambra, 7 en tenien tres, 10 en tenien quatre i 13 en tenien cinc o més. 26 habitatges disposaven pel capbaix d'una plaça de pàrquing. A 9 habitatges hi havia un automòbil i a 22 n'hi havia dos o més.

### Piràmide de població
La piràmide de població per edats i sexe el 2009 era:
| Homes | Edats   | Dones |
| ----- | ------- | ----- |
| 0     | 95 o +  | 0     |
| 0     | 90 a 94 | 0     |
| 0     | 85 a 89 | 0     |
| 0     | 80 a 84 | 0     |
| 8     | 75 a 79 | 0     |
| 0     | 70 a 74 | 4     |
| 0     | 65 a 69 | 0     |
| 0     | 60 a 64 | 4     |
| 4     | 55 a 59 | 0     |
| 8     | 50 a 54 | 4     |
| 0     | 45 a 49 | 0     |
| 4     | 40 a 44 | 4     |
| 0     | 35 a 39 | 0     |
| 4     | 30 a 34 | 4     |
| 4     | 25 a 29 | 0     |
| 4     | 20 a 24 | 0     |
| 4     | 15 a 19 | 0     |
| 0     | 10 a 14 | 0     |
| 0     | 5 a 9   | 0     |
| 0     | 0 a 4   | 4     |

## Economia
El 2007 la població en edat de treballar era de 52 persones, 35 eren actives i 17 eren inactives. De les 35 persones actives 32 estaven ocupades (19 homes i 13 dones) i 3 estaven aturades (1 home i 2 dones). De les 17 persones inactives 12 estaven jubilades, 2 estaven estudiant i 3 estaven classificades com a «altres inactius».
Activitats econòmiques
Dels 3 establiments que hi havia el 2007, 1 era d'una empresa de fabricació d'altres productes industrials, 1 d'una entitat de l'administració pública i 1 d'una empresa classificada com a «altres activitats de serveis».

## Poblacions més properes
El següent diagrama mostra les poblacions més properes.